# Mödingen
Mödingen – miejscowość i gmina w Niemczech, w kraju związkowym Bawaria, w rejencji Szwabia, w regionie Augsburg, w powiecie Dillingen an der Donau, wchodzi w skład wspólnoty administracyjnej Wittislingen. Leży na obrzeżach Jury Szwabskiej, ok. 9 km na północ od Dillingen an der Donau.

## Demografia
| Rok  | Liczba mieszk. |
| ---- | -------------- |
| 1970 | 1 436          |
| 1987 | 1 205          |
| 2000 | 1 377          |

## Polityka
Wójtem gminy jest Walter Joas, rada gminy składa się z 12 osób.
|      | CSU/FUW | CUW Bergheim | Razem |
| 2008 | 6       | 6            | 12    |
| 2002 | 6       | 6            | 12    |